# قشرية الأرز
قشرية الأرز أو حشرة الأرز القشرية (الاسم العلمي: Dynaspidiotus)، جنس حشرات من نصفيات الأجنحة وفصيلة الحشرات القشرية المسلحة. وصفت من قبل ثيم وجرنيك في عام 1934.